# Moislains

Moislains este o comună în departamentul Somme, Franța. În 1 ianuarie 2022 avea o populație de 1.118 de locuitori.